# Juan Tomás Martínez Gutiérrez
Juan Tomás Martínez Gutiérrez (Barakaldo, 16 de juliol de 1962) fou un ciclista basc que fou professional entre 1985 i 1995. Només va aconseguir una victòria durant la seva carrera.

## Palmarès
- 1986
  - Vencedor d'una etapa de la Vuelta a los Valles Mineros

### Resultats a la Volta a Espanya
- 1985. 16è de la classificació general
- 1986. 21è de la classificació general
- 1987. 14è de la classificació general
- 1988. 25è de la classificació general
- 1989. 32è de la classificació general
- 1991. 34è de la classificació general
- 1993. 42è de la classificació general
- 1994. 57è de la classificació general

### Resultats al Giro d'Itàlia
- 1987. 37è de la classificació general
- 1988. 16è de la classificació general
- 1991. 19è de la classificació general
- 1992. 15è de la classificació general